# Suruh
Suruh (arab. سروح) – nieistniejąca już arabska wieś, która była położona w Dystrykcie Akki w Mandacie Palestyny. Wieś została wyludniona i zniszczona podczas I wojny izraelsko-arabskiej, po Sił Obronnych Izraela w dniu 31 października 1948.

## Położenie
Suruh leżała wśród wzgórz w północnej części Górnej Galilei, w odległości 28,5 kilometrów na północny wschód od miasta Akka. Według danych z 1945 do wsi należały ziemie o powierzchni 1856,3 ha. We wsi mieszkało wówczas 1000 osób.

## Historia
Podczas wojny domowej w Mandacie Palestyny w rejonie wioski stacjonowały siły Arabskiej Armii Wyzwoleńczej. Podczas I wojny izraelsko-arabskiej w październiku 1948 Izraelczycy przeprowadzili operację Hiram. W dniu 31 października Suruh została zajęta przez izraelskich żołnierzy. Następnie wysiedlono wszystkich mieszkańców, a domy wyburzono.

## Miejsce obecnie
Na gruntach wioski Suruh powstał w 1949 moszaw Szomera, a w 1960 moszaw Ewen Menachem.